# Парламентские выборы в Сальвадоре (2012)
Парламентские выборы в Сальвадоре проходили 11 марта 2012 года, на которых на 3-летний срок избирались 84 депутата Законодательной ассамблеи и 262 мэра муниципалитетов. Оппозиционный Националистический республиканский альянс (ARENA) одержал победу над Фронтом национального освобождения имени Фарабундо Марти (FMLN) и его союзником Широким альянсом за национальное единство (GANA).

## Предвыборная обстановка
В результате президентских выборов 2009 года впервые после окончания гражданской войны в 1992 году президентом стал кандидат от FMLN Маурисио Фунес. Эти выборы рассматривались как тест правительства Фунеса со времени его прихода к власти. FMLN контролировало Законодательную ассамблею страны в коалиции с GANA, сформированным выходцами из консервативного Националистического республиканского альянса (ARENA).

## Результаты
| Партия                                                                   | Голоса    | %     | Места | +/- |
| ------------------------------------------------------------------------ | --------- | ----- | ----- | --- |
| Националистический республиканский альянс                                | 870 418   | 39,76 | 33    | +1  |
| Фронт национального освобождения имени Фарабундо Марти                   | 804 760   | 36,76 | 31    | -4  |
| Широкий альянс за национальное единство                                  | 210 101   | 9,6   | 11    | +11 |
| Национальная коалиция                                                    | 157 074   | 7,18  | 7     | -4  |
| Партия надежды                                                           | 60 486    | 2,76  | 1     | -1  |
| Демократическая перемена                                                 | 46 838    | 2,14  | 1     | 0   |
| Национальная либеральная партия                                          | 14 379    | 0,66  | 0     | 0   |
| Народная партия                                                          | 10 952    | 0,50  | 0     | 0   |
| Движение обновления                                                      | 14 098    | 0,63  | 0     | 0   |
| Недействительных/пустых бюллетеней                                       |           | -     | -     | -   |
| Всего                                                                    | 2 215 589 | 100   | 84    | 0   |
| Источник: Adam Carr Архивная копия от 29 октября 2018 на Wayback Machine |           |       |       |     |